# Michel Parent
Pour les articles homonymes, voir Parent.
Michel Parent, né le 24 octobre 1945, est un ingénieur français, conseiller scientifique à l’Institut national de recherche en informatique et en automatique, spécialiste dans le domaine des nouveaux modes de transport, notamment les cybercars, concept dont il est l'auteur.

## Biographie
Michel Parent est diplômé de Sup’Aéro en 1968, il obtient un master en recherche opérationnelle suivi d'un doctorat (Ph.D.) en informatique obtenu à l'université Case Western Reserve (Cleveland, USA). Il est membre du « Transportation Research Board » aux États-Unis et expert auprès de la Commission européenne.
Sa carrière commence à l’Institut national de recherche en informatique et en automatique (INRIA) dans la recherche en modélisation puis en robotique. Il contribue à de nombreux projets d’automatisation innovants et participe à plusieurs programmes de recherche en automatisation, à l’université Stanford (un an) puis au MIT (deux ans). De retour à l’INRIA en 1991, il lance le programme Praxitèle, premier système de transport public basé sur des véhicules électriques en libre-service et qui a été expérimenté entre 1997 et 1999 à Saint-Quentin-en-Yvelines. En 2001, il coordonne le projet européen CyberCars et ses suites au sein de l’équipe IMARA qu’il a dirigé jusqu’en octobre 2010.
Michel Parent est actuellement conseiller scientifique du programme « La route automatisée » à l’INRIA, programme visant à étudier les nouveaux modes de transports routiers et en particulier l’introduction des aides à la conduite et de la conduite automatique.
Il est également président de AutoKAB (Automation Kits for Autos and Buses) et auteur du site www.cybercars.fr.

## Publications
Il est l’auteur de plusieurs livres et brevets en robotique et en transport, ainsi que de nombreuses communications et publications scientifiques. 
- Michel Parent, « 2112, Paris à grande vitesse », dans Le monde au XXIIe siècle : Utopies pour après-demain, PUF, coll. « La vie des idées », 2014, 120 p. (ISBN 9782130631408, lire en ligne)
- (en) Ljubo Vlacic et Michel Parent, Intelligent Vehicle Technologies, SAE, juin 1999
- Michel Parent, « Intelligent Vehicles », dans Bruno Siciliano et Oussama Khatib, Handbook on Robotics, Springer, 2008
- Liste des articles sur Scholar